# Festival da Juventude
O Festival da Juventude é um festival de música realizado anualmente em Lourosa, Santa Maria da Feira, em Setembro, com entrada livre. Por este festival passaram já dezenas de músicos e bandas, tais como Blasted Mechanism, Sigue Sigue Sputnik ou Da Weasel.

## História
O percurso deste festival tem vindo a sofrer alterações na estrutura das suas edições, tendo sido a sua génese talvez em 10 de Agosto de 2000, já em Lourosa, com concerto de Gabriel o Pensador. Em 2005, foi realizado em diversas freguesias do concelho de Santa Maria da Feira e durante o mês de Julho. Desde 2006 todas as suas edições são dedicadas em exclusivo à música portuguesa, sendo realizadas na cidade de Lourosa, em Setembro, durante 3 ou 4 dias.
Apostando sempre em nomes actuais da música portuguesa, o festival pretende, também, ser um elemento dinamizador da cultura pelo concelho de Santa Maria da Feira, oferecendo diversas formas de cultura, animação e música, reunindo-as no mesmo espaço.

## Edições

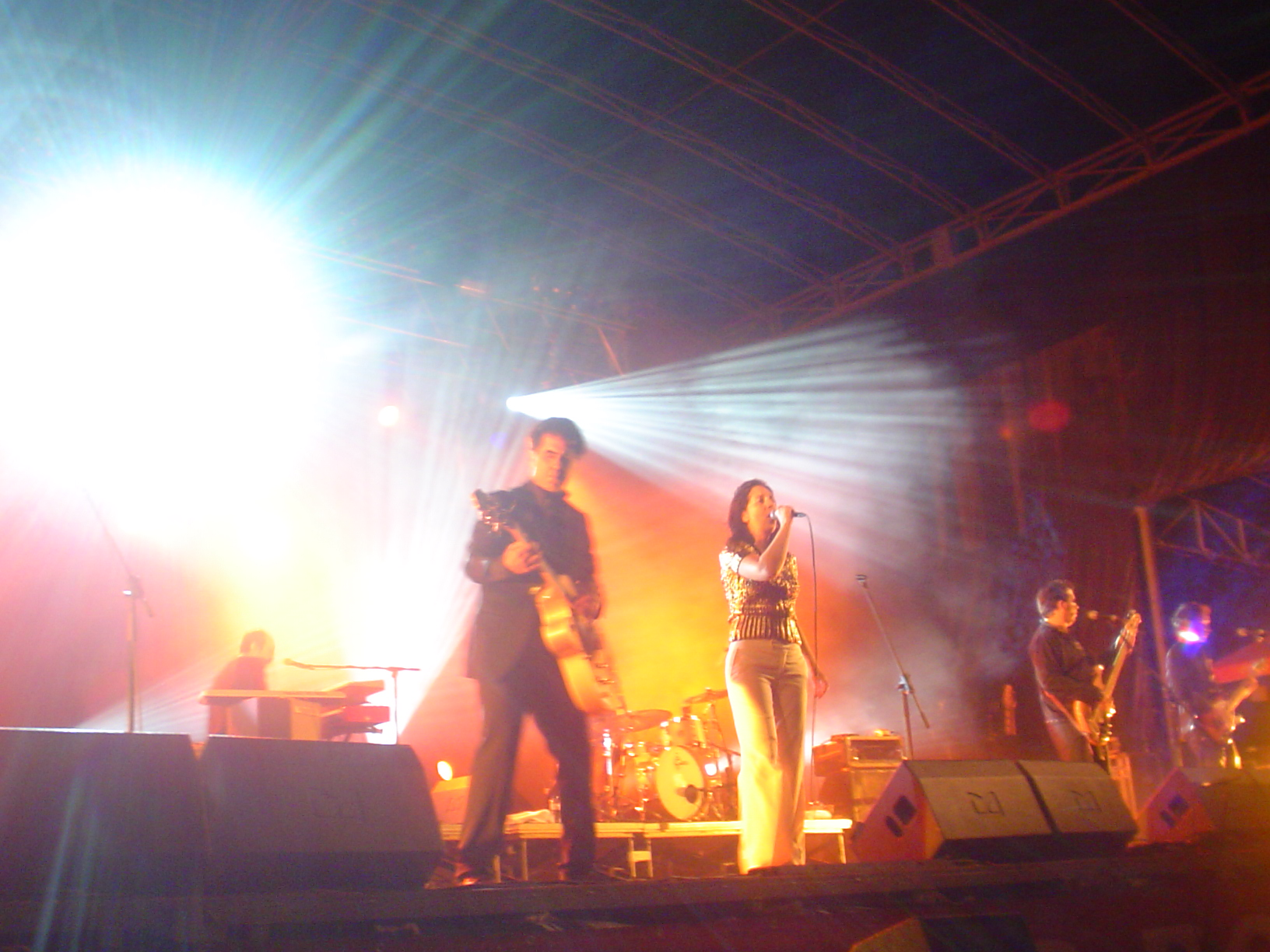
Rádio Macau ao vivo no festival em 2009.

### 2010
- 17 de Setembro- Joana Andrade & Os Dagma . Dr1ve
- 18 de Setembro- Rui Veloso

### 2009
- 11 de Setembro- Vintém . Just Girls
- 12 de Setembro- André Sardet
- 13 de Setembro- Fonzie . Rádio Macau

### 2008
- 12 de Setembro- Daguida . Buraka Som Sistema
- 13 de Setembro- The Loyd . Xutos & Pontapés
- 14 de Setembro- Betershell . EZ Special

### 2007
- 13 de Setembro- Humus . Wraygunn . DJ Kitten
- 14 de Setembro- Slimmy . Clã .  No Dj's
- 15 de Setembro- X-Wife . David Fonseca . Zé Miguel Nora
- 16 de Setembro- The Loyd . Blasted Mechanism . Dj Pedro Tabuada

### 2006
- 7 de Setembro- M.O.R.G. . Anonymous Souls . Dr1ve
- 8 de Setembro- Da Weasel
- 9 de Setembro- Be-Dom . Submarine
- 10 de Setembro-Boss AC

### 2005
- 2 de Julho- EZ Special e Orquestra de Jovens – Piscinas Municipais de S.M. Feira
- 8 de Julho- The Gift – Campo de Futebol (S. João de Ver)
- 9 de Julho- Sigue Sigue Sputnik – Parque de Santa Maria de Lamas
- 15 de Julho- Feira Conection – Piscinas Municipais de S.M. Feira
- 16 de Julho- Blasted Mechanism – Via Estruturante - Lourosa

### 2004
- 3 de Julho - Wraygunn e X-Wife - Caldas de S. Jorge
- 10 de Julho - Mind da Gap e Dealema - Santa Maria de Lamas
- 17 de Julho - Toranja - Lourosa
- 18 de Julho - Portugal Eléctrico (Carnaval de Verão) - S. João de Ver

### 2002
- 19 e 20 de Julho - Luís de Matos - Cine Teatro António Lamoso
- 20 de Julho - Lamas Rock 2002 (Yellow W Man) - Santa Maria de Lamas
- 21 de Julho - Festival de Hip Hop (DJ First Rate, Sam the Kid, Russian Percussian Tour) - Alameda do Tribunal
- 24 de Julho - Pedro Tochas - Sanguêdo
- 25 de Julho - Pedro Tochas - Fiães
- 25 de Julho - The Legendary TigerMan - Milheirós de Poiares
- 26 de Julho - Pedro Tochas - Travanca
- 26 de Julho - Celtibéria e Azagatel - Milheirós de Poiares
- 27 de Julho - Pedro Tochas - Nogueira da Regedoura
- 27 de Julho - Clã e Nosferatu - Cine Teatro António Lamoso
- 28 de Julho - Pedro Tochas - Rio Meão
- 28 de Julho - Três Tristes Tigres - Lourosa
- 3 de Agosto - Festa de Encerramento - Piscinas Municipais de Santa Maria da Feira

### 2001
- 1 de Julho - Quinta do Bill - Mozelos
- 5 de Julho - Mercedes Péon - Rio Meão
- 6 e 7 de Julho - Rock Feira 2001 - Palco Principal (Suicidal Tendencies, Clawfinger, Moonspell, Dia Happy, Paradise Lost, D.A.D., Primitive Reason, Mofo) - Palco 'Volume' (Full Damage, Fat Freddy, Bodhi, Haus en Factor, EzSpecial) - Europarque
- 12 de Julho - Whisky Trail - Santa Maria de Lamas
- 13 de Julho - Jovanotti - Piscinas Municipais de Santa Maria da Feira
- 14 de Julho - Acetre - Piscinas Municipais de Santa Maria da Feira
- 15 de Julho - Wisky Trail - Nogueira da Regedoura
- 17 de Julho - Wisky Tral - Sanguêdo
- 18 de Julho - Wisky Trail - Rio Meão
- 20 de Julho - Belle Chase Hotel - Cine Teatro António Lamoso
- 21 de Julho - Lamas Rock 2001 (Zen, Budhi, Society Kill's, da Guida) - Santa Maria de Lamas
- 22 de Julho - Santos e Pecadores - Lobão
- 24 de Julho - Wisky Trail - Caldas de S. Jorge
- 25 de Julho - João Portugal - S. Paio de Oleiros
- 30 de Julho - Wisky Trail - Arrifana
- 3 de Agosto - Banda Eva - Via Estruturante - Lourosa

### 2000
- 24 de Junho - Pólo Norte e Master Ji - Piscinas Municipais de Santa Maria da Feira
- 28 de Junho - Santa Claus - Argoncilhe
- 30 de Junho - Delirium e Axel - S. João de Ver
- 1 de Julho - Final Rocktaract, com Belle ChAse Hotel como convidados - Parque do Feira Nova
- 7 e 8 de Julho - Rock Feira 2000 - Palco Principal (Xutos e Pontapés, Ramp, More República Masónica, Silence 4, Clã e Buena) - Palco 'Volume' (Hiranyagarba, Code In, EzSpecial, Indiana e Silky) - Europarque
- 12 de Julho - Anjos e Cláudia - S. Paio de Oleiros
- 15 de Julho - Despe e Siga - Romariz
- 28 de Julho - Entre Aspas - Argoncilhe
- 29 de Julho - Turbo Junkie - Piscinas Municipais de Santa Maria da Feira
- 30 de Julho - Entre Aspas - Milheirós de Poiares
- 10 de Agosto - Gabriel "O Pensador" - Via Estruturante - Lourosa